# San Andrés del Congosto
San Andrés del Congosto è un comune spagnolo di 91 abitanti situato nella comunità autonoma di Castiglia-La Mancia.